# Corbin Bleu
Corbin Bleu Reivers (Brooklyn, New York, 1989. február 21. –) amerikai színész, modell, táncos, énekes.

## Filmográfia

### Film
| Év   | Magyar cím                          | Eredeti cím                              | Szerep                                          | Magyar hang     |
| ---- | ----------------------------------- | ---------------------------------------- | ----------------------------------------------- | --------------- |
| 1998 | A katona                            | Soldier                                  | Johnny                                          |                 |
| 1998 | Bikinibuli                          | Beach Movie                              | fiú                                             |                 |
| 1999 |                                     | Family Tree                              | Ricky                                           |                 |
| 1999 | Mystery Men – Különleges hősök      | Mystery Men                              | Butch                                           |                 |
| 1999 | Galaxy Quest – Galaktitkos küldetés | Galaxy Quest                             | Tommy Webber 9 évesen                           |                 |
| 2004 | Kapd el a kölyköt                   | Catch That Kid                           | Austin                                          | Jelinek Márk    |
| 2007 |                                     | Bao hu lu de mi mi                       | Magic Gourd (angol hangja)                      |                 |
| 2008 | High School Musical 3. – Végzősök   | High School Musical 3: Senior Year       | Chad Danforth                                   | Czető Roland    |
| 2009 |                                     | Free Style                               | Cale Bryant                                     |                 |
| 2009 |                                     | Beyond All Boundaries (rövidfilm)        | Eddie W. Robinson / Dan Levin őrmester (hangja) |                 |
| 2010 |                                     | I Owe My Life to Corbin Bleu (rövidfilm) | önmaga                                          |                 |
| 2011 |                                     | The Little Engine That Could             | Lou (hangja)                                    |                 |
| 2012 | Írd a karjára: Szeretnek!           | To Write Love on Her Arms                | Mackey                                          | Bercsényi Péter |
| 2012 |                                     | Twinkle Toes                             | Drew (hangja)                                   |                 |
| 2012 | Félsz vagy halsz                    | Scary or Die                             | Emmett                                          |                 |
| 2013 | A nővér                             | Nurse 3D                                 | Steve                                           |                 |
| 2013 | Menekülés                           | Sugar                                    | Sketch                                          |                 |
| 2013 |                                     | The Monkey's Paw                         | Catfish                                         |                 |
| 2015 |                                     | Megachurch Murder                        | Marcus King                                     |                 |
| 2019 | Séta. Lovaglás. Rodeó.              | Walk. Ride. Rodeo.                       | Diego                                           |                 |
| 2019 |                                     | Witches in the Woods                     | Philip                                          |                 |
| 2019 |                                     | Ovid and the Art of Love                 | Ovid                                            |                 |
| 2022 |                                     | Remember Me: The Mahalia Jackson Story   | Cab Calloway                                    |                 |
| 2023 |                                     | Camp Hideout                             | Jake                                            |                 |

### Televízió

#### Tévéfilm
| Év   | Magyar cím              | Eredeti cím                           | Szerep                 | Magyar hang  |
| ---- | ----------------------- | ------------------------------------- | ---------------------- | ------------ |
| 2006 | Szerelmes hangjegyek    | High School Musical                   | Chad Danforth          | Czető Roland |
| 2007 | Ugorj be!               | Jump In!                              | Isadore "Izzy" Daniels |              |
| 2007 | Szerelmes hangjegyek 2. | High School Musical 2                 | Chad Danforth          | Czető Roland |
| 2007 |                         | Flight 29 Down: The Hotel Tango       | Nathan McHugh          |              |
| 2011 |                         | Tonka Chuck and Friends: Big Air Dare | Flip                   |              |
| 2021 | Valóságshow-szerelem    | Love, for Real                        | Marco                  |              |
| 2021 |                         | A Christmas Dance Reunion             | Barrett Brewster       |              |
| 2022 |                         | Campfire Christmas                    | Thomas                 |              |

#### Sorozat
| Év        | Magyar cím                                | Eredeti cím                                       | Szerep                       | Megjegyzések           |
| --------- | ----------------------------------------- | ------------------------------------------------- | ---------------------------- | ---------------------- |
| 1996      | Vészhelyzet                               | ER                                                | kisfiú                       | 1 epizód               |
| 1998      |                                           | Malcolm & Eddie                                   | Matthew                      | 1 epizód               |
| 2000      |                                           | Cover Me: Based on the True Life of an FBI Family | Nick Elderby                 | 1 epizód               |
| 2001–2002 | Amanda show                               | The Amanda Show                                   | Russel Carter                | 2 epizód               |
| 2005—2007 |                                           | Flight 29 Down                                    | Nathan McHugh                | főszereplő             |
| 2006–2007 |                                           | Ned’s Declassified School Survival Guide          | Spencer                      | 2 epizód               |
| 2006–2008 | Hannah Montana                            | Hannah Montana                                    | Johnny Collins               | 2 epizód               |
| 2008      |                                           | Jonas Brothers: Living The Dream                  | önmaga                       | 1 epizód               |
| 2009      |                                           | The Beautiful Life: TBL                           | Issac                        | főszereplő (5 epizód)  |
| 2009–2014 | Phineas és Ferb                           | Phineas and Ferb                                  | Coltrane (hangja)            | 3 epizód               |
| 2010      | A férjem védelmében                       | The Good Wife                                     | Jay Hawke / DJ Javier Berlin | 1 epizód               |
| 2012      | Zsaruvér                                  | Blue Bloods                                       | Blake rendőrtiszt            | 1 epizód               |
| 2013      | Franklin és Bash                          | Franklin & Bash                                   | Jordan Allen French          | 1 epizód               |
| 2013      |                                           | One Life to Live                                  | Jeffrey King                 | főszereplő (40 epizód) |
| 2013–2017 |                                           | Dancing with the Stars                            | önmaga                       | versenyző              |
| 2014      | Psych – Dilis detektívek                  | Psych                                             | Luther                       | 1 epizód               |
| 2014      | Haláli testcsere                          | Drop Dead Diva                                    | Michael Donaldson            | 1 epizód               |
| 2015      |                                           | Fake Off                                          | házigazda                    | különkiadás            |
| 2016      | Mondj igent a ruhára                      | Say Yes to the Dress                              | önmaga                       | 1 epizód               |
| 2016      | Castle                                    | Castle                                            | Hunter                       | 1 epizód               |
| 2016      |                                           | The Fosters                                       | Mercutio                     | 1 epizód               |
| 2017      |                                           | Battle of the Network Stars                       | önmaga                       | 1 epizód               |
| 2018      | A semmi közepén                           | The Middle                                        | Luke                         | 1 epizód               |
| 2018      | Chicago Med                               | Chicago Med                                       | Tommy Oliver                 | 1 epizód               |
| 2019      |                                           | Show Offs                                         | önmaga                       | 1 epizód               |
| 2020      |                                           | The Disney Family Singalong                       | önmaga                       | különkiadás            |
| 2020      | Supergirl                                 | Supergirl                                         | Trevor Crane                 | 1 epizód               |
| 2020      |                                           | Acting for a Cause                                | Craig Gregory                | 1 epizód               |
| 2021      |                                           | Jimmy Awards                                      | házigazda                    | különkiadás            |
| 2021      | Dinasztiák                                | Dynasty                                           | Blaine                       | 2 epizód               |
| 2022      |                                           | The Real Dirty Dancing                            | önmaga                       | versenyző              |
| 2022      | Gordon Ramsay – A pokol konyhája          | Hell's Kitchen                                    | önmaga                       | 1 epizód               |
| 2022–2023 | High School Musical: A musical: A sorozat | High School Musical: The Musical: The Series      | önmaga                       | 5 epizód               |
| 2025      |                                           | Celebrity Jeopardy!                               | önmaga                       | 1 epizód               |

## Diszkográfia

### Nagylemezek
- Another Side (2007)
- Speed of Light (2009)

### Filmzenei albumok
- 2007: Jump In! Soundtrack (Hajlakk-betétdalok, 2007. július 10.)
- 2007: High School Musical 2: The Soundtrack (HSM2-betétdalok, 2007. augusztus 14.)
- 2008: High School Musical 3: Senior Year Soundtrack (HSM3-betétdalok, 2008. október 21.)